# N,N-Dietylo-4-hydroksytryptamina
N,N-Dietylo-4-hydroksytryptamina – psychodeliczna substancja psychoaktywna z rodziny tryptamin.
4-HO-DET strukturalnie jest bardzo zbliżone do 4-HO-DIPT i DET. Zgodnie z TIHKAL jego dawkowanie waha się w przedziale od 10 do 25 mg, a czas działania od 4 do 6 godzin. Substancja ta została odkryta w latach 50. XX wieku, przez Alberta Hofmanna i Franza Troxlera. Ester octowy 4-HO-DET to 4-AcO-DET, a fosforowy to 4-PO-DET.